# Мюнстерский дворец
Мюнстерский дворец (нем. Fürstbischöfliches Schloss Münster) — епископская резиденция в городе Мюнстер (федеральная земля Северный Рейн-Вестфалия). Ныне — главный корпус и визитная карточка Университета Мюнстера.

## История
В 1661—1700 годах внутри Мюнстерской цитадели, бастионы которой и сейчас легко угадываются в контурах современного ботанического сада, был построен епископский замок, т. н. «Замок Пауля».
Во время Семилетней войны замок Пауля сильно пострадал и министр Мюнстерского епископства Франц фон Фюрстенберг признал его восстановление нецелесообразным. Предпоследний Мюнстерский епископ и архиепископ Кёльна Максимилиан Фридрих фон Кёнигсегг-Ротенфельз постановил городские укрепления Мюнстера, включая цитадель, разобрать, а на месте бывшего замка Пауля построить новый епископский дворец с стиле барокко.
Строительство дворца было поручено архитектору Иоганну Конраду Шлауну. Закладка дворца произошла 26 августа 1767 года. Шлаун разработал генеральный проект строительства дворца, который предусматривал кроме собственно дворца создание целого комплекса служебных и хозяйственных построек и разбивку большого парка во французском стиле.
До смерти Шлауна, которая последовала в 1773 году были закончены работы по внешней отделке дворца, внутренней отделке южного крыла, построены северная конюшня и северное караульное помещение. Новым архитектором был назначен Вильгельм Фердинанд Липпер. При нём была выполнена внутренняя отделка дворца в стиле классицизма. По плану Шлауна ещё было сооружено южное караульное помещение, а вот южные конюшни и ряд хозяйственных зданий так и не были построены. Вместо запланированного Шлауном регулярного французского парка с тыльной стороны дворца был разбит английский пейзажный парк.
В 1784 году скончался заказчик строительства Максимилиан Фридрих фон Кёнигсегг-Ротенфельз. Его преемник Максимилиан Франц Австрийский большую часть времени проводил во дворце курфюрстов в Бонне. В ходе медиатизации, которая проходила под руководством наполеоновского министра Талейрана, в 1803 году Мюнстерское епископство было секуляризировано и Мюнстерский дворец утратил ту функцию, ради которой был построен. В том же году дворец заняли прусский губернатор Генрих Фридрих Карл фом унд цум Штейн и генерал-фельдмаршал Гебхард Леберехт фон Блюхер. В 1815 году дворец стал резиденцией обер-президента провинции Вестфалия.
В 1897 году перед замком был сооружён памятник кайзеру Вильгельму I, который был снесён и переплавлен 22 августа 1942 года.
Во время Третьего рейха дворец был резиденцией гауляйтера Северной Вестфалии Альфреда Мейера. Также во дворце располагалось государственное строительное ведомство. Площадь перед дворцом (ныне площадь Гинденбурга) была местом проведения нацистских демонстраций.
В 1941 году во дворце произошло первое бомбовое попадание, в результате которого загорелись стропила, но пожар был быстро потушен. 25 марта 1945 года во время одной из бомбардировок союзнической авиации во дворец попало несколько зажигательных бомб, возник пожар, который продолжался несколько дней (пожарные команды не могли добраться до дворца из-за сильного разрушения улиц). После пожара от дворца остались только несущие стены.
Британское оккупационное командование хотело снести руины дворца, но это решение вызвало горячий протест местного населения. В 1946 году начались работы по восстановлению дворца. В апреле 1947 году было, наконец, получено формальное разрешение на строительные работы. При этом было принято решение о том, что дворец передаётся в ведение земельного университета в качестве административного и учебного здания. В январе 1949 года во дворце прошли первые лекции для студентов университета, а в июне 1950 года состоялся праздник по случаю окончания восстановления дворца. Расходы на восстановление дворца составили приблизительно 2,5 млн. марок. На строительство пошло 1,9 млн кирпичей, 50 000 черепиц, 800 т цемента, 150 т извести и 1000 м² стекла.
В 1954 году дворец стал главным корпусом Вестфальского университета имени Вильгельма. Дворцовый парк был превращён в университетский ботанический сад. Также университету принадлежат все остальные строения дворцового ансамбля.

## Архитектура

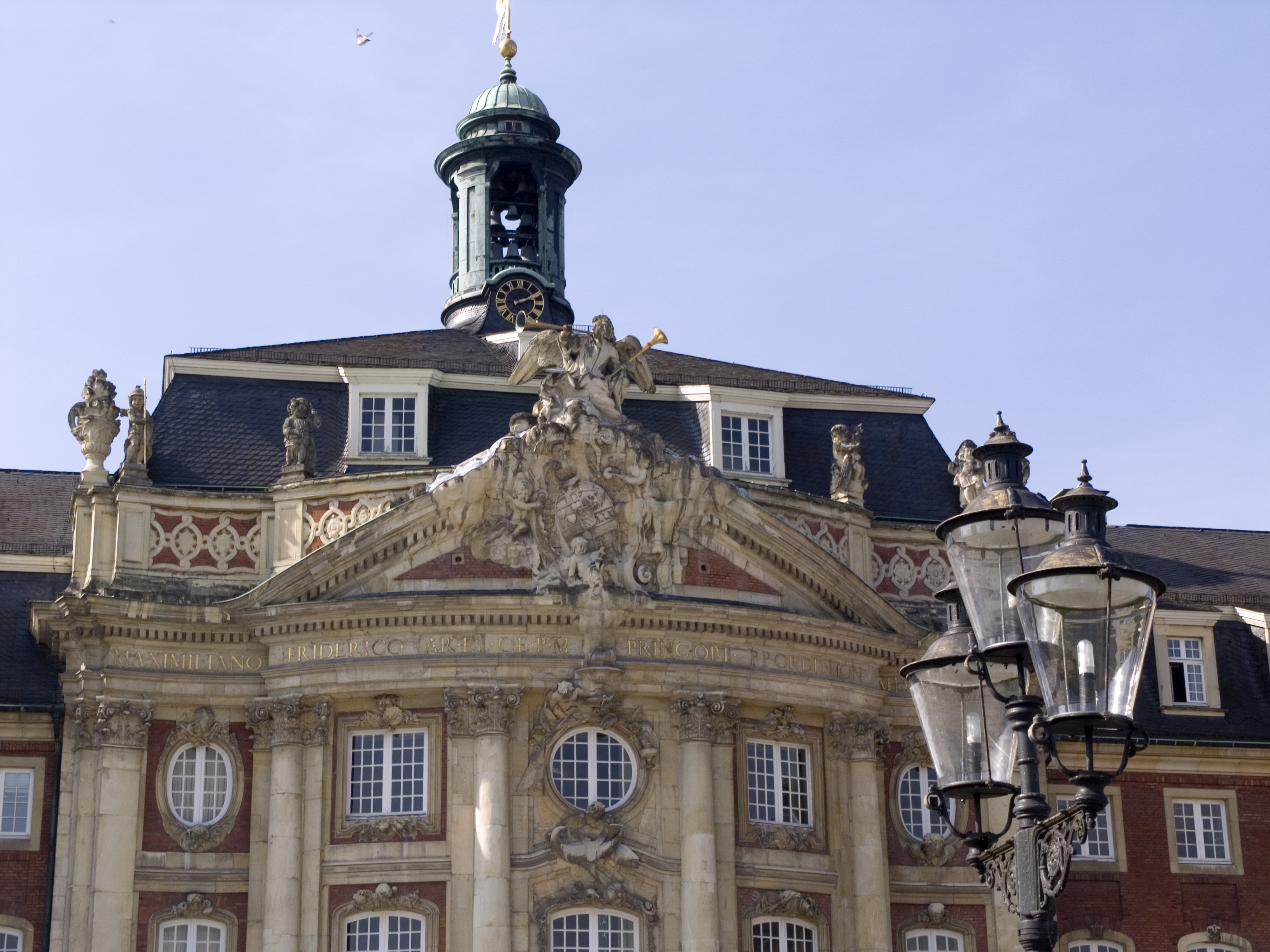
Ризалит и фронтон

Дворец построен в барочном стиле из красного кирпича. Декоративные элементы (карнизы, пилястры, обрамления окон) выполнены из популярного в Вестфалии светлого горного песчаника. Здание абсолютно симметрично относительно центральной оси. Вытянутое с севера на юг здание имеет два направленных на восток флигеля, что образует парадный двор.
Над центральным фронтоном, венчающим собой ризалит, установлен фонарь с колоколом и флюгером. Три раза в день колокол воспроизводит одну из 10 запрограммированных мелодий, а также отбивает четверть каждого часа. Античный фронтон изображает апофеоз Мюнстерского епископства.